# Gersheim
Gersheim é uma município da Alemanha localizado no distrito de Saarpfalz, estado do Sarre.